# Пашеку, Жайми
Жа́йми Море́йра Паше́ку (порт. Jaime Moreira Pacheco; род. 22 июля 1958, Паредиш) — португальский футболист, игравший на позиции полузащитника. По завершении игровой карьеры — тренер.
В течение своей карьеры играл в ряде португальских клубов, в том числе «Порту» и «Спортинг», проведя в высшем дивизионе страны 296 игр и забив 19 голов за 15 сезонов. Также играл за национальную сборную Португалии, с которой был участником чемпионата мира 1986 года и стал бронзовым призёром чемпионата Европы 1984 года.
Впоследствии работал тренером на протяжении более двух десятилетий, включая «Боавишту», которую Пашеку привёл к её единственному титулу чемпиона Португалии в истории.

## Клубная карьера
Родился 22 июля 1958 года в городе Паредиш. Воспитанник футбольной школы клуба «Ребордоза», а на взрослом уровне дебютировал в 1975 году за клуб «Алиадуш Лордело», в котором провёл четыре сезона.
В 1979 году стал игроком клуба «Порту», но дебютировал за основную команду только в 1981 году. Следующие три сезона карьеры регулярно играл за клуб, выиграв за это время Кубок Португалии и два Суперкубка.
Летом 1984 года вместе с одноклубником Антониу Соузой перешёл в «Спортинг» как часть трансфера по переходу Паулу Футре в обратном направлении. Впрочем, оба игрока провели в столичном клубе всего два сезона, после чего вернулись в «Порту». На этот раз с «драконами» Пашеку в первом же сезоне выиграл Кубок чемпионов УЕФА, одолев в финале «Баварию». В том же году команда выиграла Суперкубок УЕФА у «Аякса», а затем и Межконтинентальный кубок у «Пеньяроля». А уже в следующем году клуб удачно выступил на национальном уровне, выиграв золотой дубль.
Летом 1989 года, в возрасте 31 года, Пашеку стал игроком «Витории» (Сетубал), где провёл два сезона, а после её вылета из чемпионата ещё два года играл за команду «Пасуш ди Феррейра». Последним клубом высшего дивизиона для Жайми стала «Брага», где футболист играл в сезоне 1993/1994.
Завершал профессиональную карьеру в клубе второго по уровню дивизиона «Риу Аве» в сезоне 1994/1995, после чего играл за любительскую команду «Паредиш» в четвёртом по уровню дивизионе Португалии.

## Карьера в сборной
23 февраля 1983 года дебютировал в официальных матчах в составе национальной сборной Португалии в товарищеской игре против ФРГ (1:0).
В составе сборной был участником чемпионата Европы 1984 года во Франции, на котором команда завоевала бронзовые награды, а также чемпионата мира 1986 года в Мексике. На обоих турнирах был основным игроком, сыграв по три матча.
12 сентября 1990 года в матче отбора на Евро-1992 против Финляндии (0:0) провёл свою последнюю игру за сборную. В течение карьеры в национальной команде, которая длилась 8 лет, провёл в форме главной команды страны 25 матчей.

## Тренерская карьера
Начал тренерскую карьеру, ещё не завершив карьеру футболиста, в качестве играющего тренера в клубах «Пасуш де Феррейра» и «Риу Аве». После этого возглавлял клуб «Униан Ламаш».
14 января 1996 года возглавил клуб высшего дивизиона «Витория» (Гимарайнш), заняв с командой дважды подряд 5 место и квалифицировавшись в Кубок УЕФА. Впрочем, 4 ноября 1997 года Пашеку был уволен.
13 декабря 1997 года Пашеку возглавил «Боавишту», с которой в первый сезон стал шестым, а на следующий год стал вице-чемпионом Португалии. Однако наибольших успехов с клубом он достиг в 2001 году, выиграв в первый и последний раз в истории клуба чемпионат Португалии. Впоследствии Пашеку вышел с командой в полуфинал Кубка УЕФА 2002/2003.
Эти достижения привели к интересу со стороны клуба испанской Ла Лиги «Мальорка», куда Жайми перешёл летом 2003 года, впрочем, тренировал команду лишь в течение пяти туров, одержав с командой с Балеарских островов лишь одну победу. После этого португальский специалист был уволен и сразу вернулся в «Боавишту», сменив Эрвина Санчеса, также поработавшего с командой лишь несколько туров. Впрочем, второй приход Пашеку не имел такого эффекта как первый, и в апреле 2005 года Пашеку вернулся в «Виторию» (Гимарайнш), где поработал до декабря, а затем третий раз в карьере был назначен тренером «Боавишты». В сезоне 2007/2008 произошёл скандал «Apito Dourado», связанный с коррупцией и давлением на судей, в результате которого по завершении сезона клуб был отправлен во второй дивизион и Пашеку покинул команду.
В сезоне 2008/2009 возглавлял «Белененсеш», покинув клуб в мае 2009 года, после того как его команда заняла предпоследнее 15 место и должна была вылететь из высшего дивизиона (что в итоге не произошло из-за снятия с турнира «Пасуш де Феррейра» по финансовым причинам). В 2009 году возглавил саудовский «Аш-Шабаб», с которым почти сразу выиграл Кубок Саудовской Федерации футбола, однако после поражения со счётом 0:1 в матче группового этапа Лиги чемпионов АФК против «Сепахана» 15 апреля 2010 года он был уволен.
Впоследствии в 2011—2012 годах тренировал «Бэйцзин Гоань». В июне следующего года во время матча против «Тяньцзинь Тэда» показал средний палец рефери и противоположной команде, за что был наказан дисквалификацией на восемь матчей и штрафом в размере 4265 евро от Китайской футбольной ассоциации. После двух лет без работы в 2014 году стал главным тренером египетского «Замалека», однако неожиданно покинул клуб в конце года, чтобы вернуться в «Аш-Шабаб». Уже в марте 2015 года покинул саудовский клуб по обоюдному согласию по личным причинам.
В августе 2016 году вернулся в Китай в клуб «Тяньцзинь Тэда», подписав контракт на год. Пашеку сумел спасти клуб от вылета, но был уволен в мае следующего года после безвыигрышной серии из 5 матчей в начале следующего сезона.
В 2021 году Пашеку снова возглавил «Замалек», из которого он был уволен спустя несколько месяцев в марте того же года, несмотря на лидерство в чемпионате. 5 января 2023 года стал главным тренером клуба «Пирамидз».

## Тренерская статистика
| Команда             | Страна            | Начало работы    | Завершение работы | Показатели | Показатели | Показатели | Показатели | Показатели |
| Команда             | Страна            | Начало работы    | Завершение работы | И          | В          | Н          | П          | % побед    |
| ------------------- | ----------------- | ---------------- | ----------------- | ---------- | ---------- | ---------- | ---------- | ---------- |
| Витория (Гимарайнш) | Португалия        | 15 января 1996   | 4 ноября 1997     | 6          | 1          | 2          | 3          | 016,7      |
| Боавишта            | Португалия        | 8 декабря 1997   | 30 июня 2003      | 145        | 70         | 39         | 36         | 048,3      |
| Мальорка            | Испания           | 25 июля 2003     | 30 сентября 2003  | 8          | 3          | 1          | 4          | 037,5      |
| Боавишта            | Португалия        | 8 марта 2004     | 30 апреля 2005    | 45         | 19         | 12         | 14         | 042,2      |
| Витория (Гимарайнш) | Португалия        | 24 мая 2005      | 9 декабря 2005    | 18         | 5          | 2          | 11         | 027,8      |
| Боавишта            | Португалия        | 23 октября 2006  | 19 мая 2008       | 60         | 17         | 22         | 21         | 028,3      |
| Белененсеш          | Португалия        | 9 октября 2008   | 11 мая 2009       | 29         | 7          | 8          | 14         | 024,1      |
| Аш-Шабаб            | Саудовская Аравия | 13 июля 2009     | 15 апреля 2010    | 54         | 33         | 13         | 8          | 061,1      |
| Бэйцзин Гоань       | Китай             | 1 января 2011    | 18 ноября 2012    | 69         | 29         | 20         | 20         | 042,0      |
| Замалек             | Египет            | 10 октября 2014  | 31 декабря 2014   | 12         | 9          | 2          | 1          | 075,0      |
| Аш-Шабаб            | Саудовская Аравия | 16 января 2015   | 31 марта 2015     | 12         | 3          | 4          | 5          | 025,0      |
| Тяньцзинь Тэда      | Китай             | 2 августа 2016   | 30 мая 2017       | 24         | 9          | 3          | 12         | 037,5      |
| Замалек             | Египет            | 28 сентября 2020 | 11 марта 2021     | 27         | 17         | 6          | 4          | 063,0      |
| Итого               | Итого             | Итого            | Итого             | 509        | 222        | 134        | 153        | 043,6      |

## Достижения

### В качестве игрока
Порту
- Чемпионат Португалии: 1987/1988
- Кубок Португалии: 1983/1984, 1987/1988.
- Суперкубок Португалии: 1981, 1983, 1986
- Кубок европейских чемпионов: 1986/1987
- Межконтинентальный кубок: 1987
- Суперкубок УЕФА: 1987

### В качестве тренера
«Боавишта»
- Чемпионат Португалии: 2000/2001[29]

«Аль-Шабаб»
- Кубок Саудовской Федерации футбола: 2009/10